# マックス・リュティ
マックス・リュティ（Max Lüthi、1909年3月11日 - 1991年6月20日）はスイス・ベルン出身の学者で、専門はヨーロッパ民間伝承文学。ドイツ文学、イギリス文学、歴史学等に広く通じる。昔話を中心とする口承文芸研究の世界的権威として知られる。マックス・リューティとも。
リュティは、昔話の「一次元性」「平面性」「抽象的様式」「純化と含世界性」「孤立性と普遍的結合の可能性」を唱えた（1949年）。リュティ理論によって昔話は、読まれることを予期して書かれる文学とは異種の、抽象的様式をもった文芸であることが確認された。彼は、一次元性、平面性、孤立性といった独自の言葉で、民話の様式を見事に表現した。リュティの業績は小澤俊夫、野村泫などによって精力的に紹介されてきた。ことに小澤俊夫は、『世界の民話』や『昔話とはなにか』に見られるように、リュティの理論を基礎として日本の民話の独自性の解明に努めている。

## 生涯
1909年、スイスのベルンに生まれる。ベルン、ロンドンおよびベルリンの大学でドイツ文学、イギリス文学、歴史学を学んだ後、1935年からチューリヒでギムナジウムのドイツ語教師を勤めた。1947年に発表した論文『ヨーロッパの昔話―その形式と本質』はヨーロッパの学会で高く評価され、関連研究者、学生のあいだで基礎的文献とされている。1962年からチューリヒ大学の講師となり、1968年から1979年までは同大学に新設されたヨーロッパ口承文芸学の教授職に就いた。70歳で退官後は『昔話百科事典』の編集協力者となったが、その完成を待たず、1991年に没。

## 主張
昔話の主人公は手足が切られても血が出ないし、場合によっては元に戻ってしまうことをリュティは昔話の主人公の特徴として考えた。紙に描いたキャラクターをハサミで切っても血が流れない、というイメージが「平面性」という言葉に込められている。リュティは昔話のキャラクターを紙に描かれた絵に喩えたが、実は紙に描かれた漫画や、それをフィルムに撮影したアニメーションもその初期には同じ「平面性」をキャラクターの特徴として持っていた。

## 著書
- ヨーロッパの昔話―その形式と本質　小澤俊夫訳　岩崎美術社 1969、新版1995（民俗民芸双書）
  - ヨーロッパの昔話　その形と本質 岩波文庫 2017
- 昔話 その美学と人間像 小澤俊夫訳 岩波書店 1985
- 昔話の本質  野村泫訳 筑摩書房〈ちくま学芸文庫〉1994
- 昔話と伝説―物語文学の二つの基本形式 高木昌史・高木万里子訳 法政大学出版局 1995 (叢書・ウニベルシタス)
- 昔話の本質と解釈 野村泫訳 福音館書店 1996
- メルヘンへの誘い 高木昌史訳 法政大学出版局 1997 (叢書・ウニベルシタス)
- 昔話の解釈―今でもやっぱり生きている 野村泫訳 筑摩書房〈ちくま学芸文庫〉1997
- 民間伝承と創作文学―人間像・主題設定・形式努力 高木昌史訳 法政大学出版局 2001 (叢書・ウニベルシタス)